# Tojorí
El tojorí es una bebida tradicional del altiplano boliviano, hecha a base de mazamorra de maíz willkaparu, una variedad de maíz boliviano, molido en trozos grandes. El maíz se prefiere molido en un batán, que permite moler los pedazos grandes, posteriormente se pone a cocer durante varias horas, tras lo cual se sirve caliente.
Ingredientes del tojorí:
Aunque existen variaciones según la región, los elementos invariables son: maíz molido, canela, clavo de olor, anís, para aromatizar; originalmente no se usa azúcar, si no "chancaca" para endulzar y dar el color y sabor característico.

## Comercialización
Se sirve generalmente en puestos públicos callejeros, ferias y mercados tradicionales de La Paz, Santa Cruz, Tarija, Sucre, Cobija, Oruro y Cochabamba, aunque también se vende en bolsas para preparar. En los puestos se ofrece con y sin leche, también acompañado por un buñuelo o un pastel de queso inflado. Se sirve caliente o tibio, a veces mezclado con api morado.

## Variaciones regionales

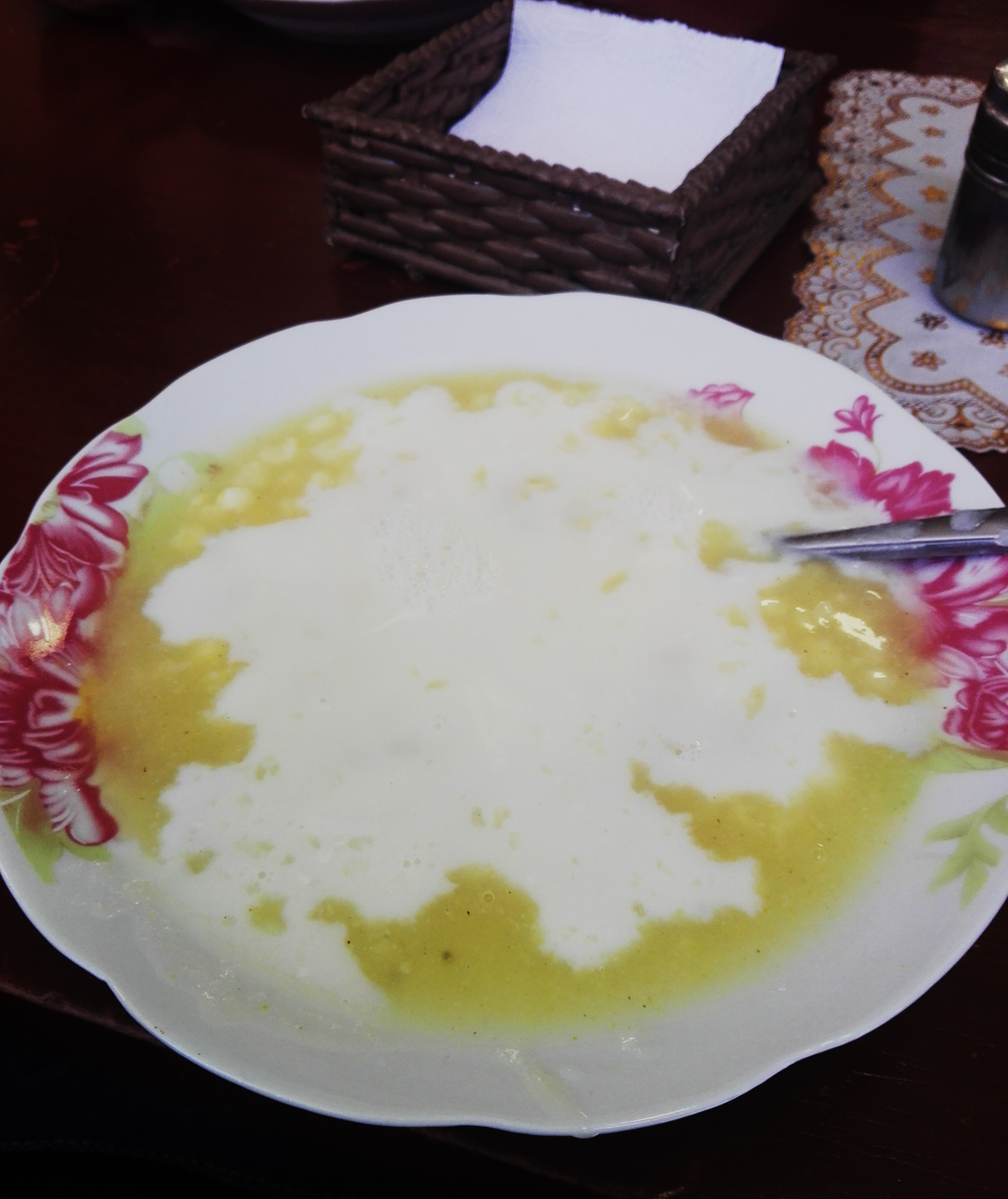
Tojuré tarijeño.

En el sur-sureste boliviano y zonas tropicales de Bolivia (Santa Cruz, Tarija, Beni, Pando y el Gran Chaco), se consume una bebida muy parecida, llamada tujuré, que se distingue por servirse fría y con leche. Es muy parecida a la mazamorra hecha a base del maíz en otros países latinoamericanos.
En Tarija aparte del tujuré tradicional, también se consume el tojuré o tujuré tarijeño, se sirve caliente o frío, e incluye bastante leche y nata en su preparación y se sirve en un plato sopero.

## Desayuno escolar
En 2008 una variedad de tojorí con leche se incorporó en el desayuno escolar de San Benito, en Cochabamba.